# Tieffurtmühle
Die Tieffurtmühle ist eine historische Mühle im Schweizer Kanton Aargau, die vom Mittelalter bis im 20. Jahrhundert in Betrieb war und deren Wasserkraftanlage von 1990 bis 2023 noch als Kleinkraftwerk an der Bünz diente.

## Geschichte
Die Mühle liegt im Tal der Bünz westlich von Dottikon auf 405 m ü. M. unterhalb der Weiermatt an der Hendschikerstrasse (Kantonsstrasse 388), die den Fluss westlich der Gebäudegruppe überquert. Diese Strasse bildete früher einen Abschnitt der historischen Landstrasse von Lenzburg nach Bremgarten und passierte die Bünz mit einer Furt, von der die Anlage ihren Namen hat. Bei der Mühle zweigt von der Hendschikerstrasse die Tieffurtstrasse ab, die mit einer bei der Flusskorrektion 1926 gebauten Betonbrücke über die Bünz zum Wohnquartier an der Ammerswilerstrasse führt (dazu die Liste der Brücken über die Bünz). Eine Route des kulturhistorischen Freiämterwegs folgt der Bünz und führt in der Nähe der Tieffurtmühle vorbei.
Die älteste Geschichtsquelle, in der die Mühle erwähnt ist, stammt aus dem Jahr 1179. Darin bestätigte Papst Alexander III. dem Kloster Muri den Besitz am Dinghof Dottikon mit der Mühle, die demnach bereits längere Zeit vorher bestand. Zur Mühle gehörten weitere Gebäude, die im Ganzen als «Dietfurthof» bezeichnet wurden. 1351 verkaufte das Kloster Muri die Anlagen mit der Mühle an das Kloster Königsfelden, das damals unter der Leitung von Königin Agnes seine Ländereien in der Region bedeutend erweiterte.

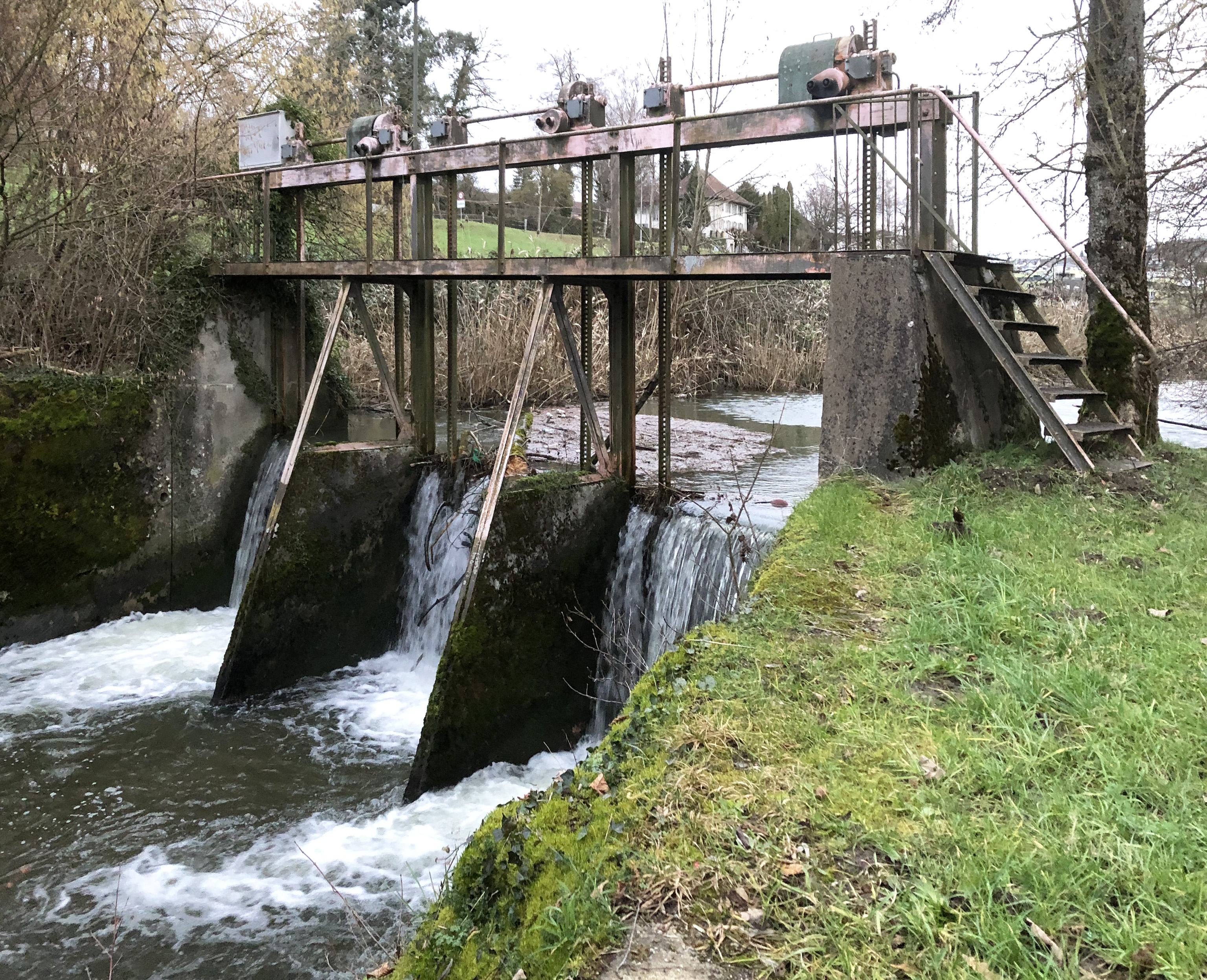
Stauwehr
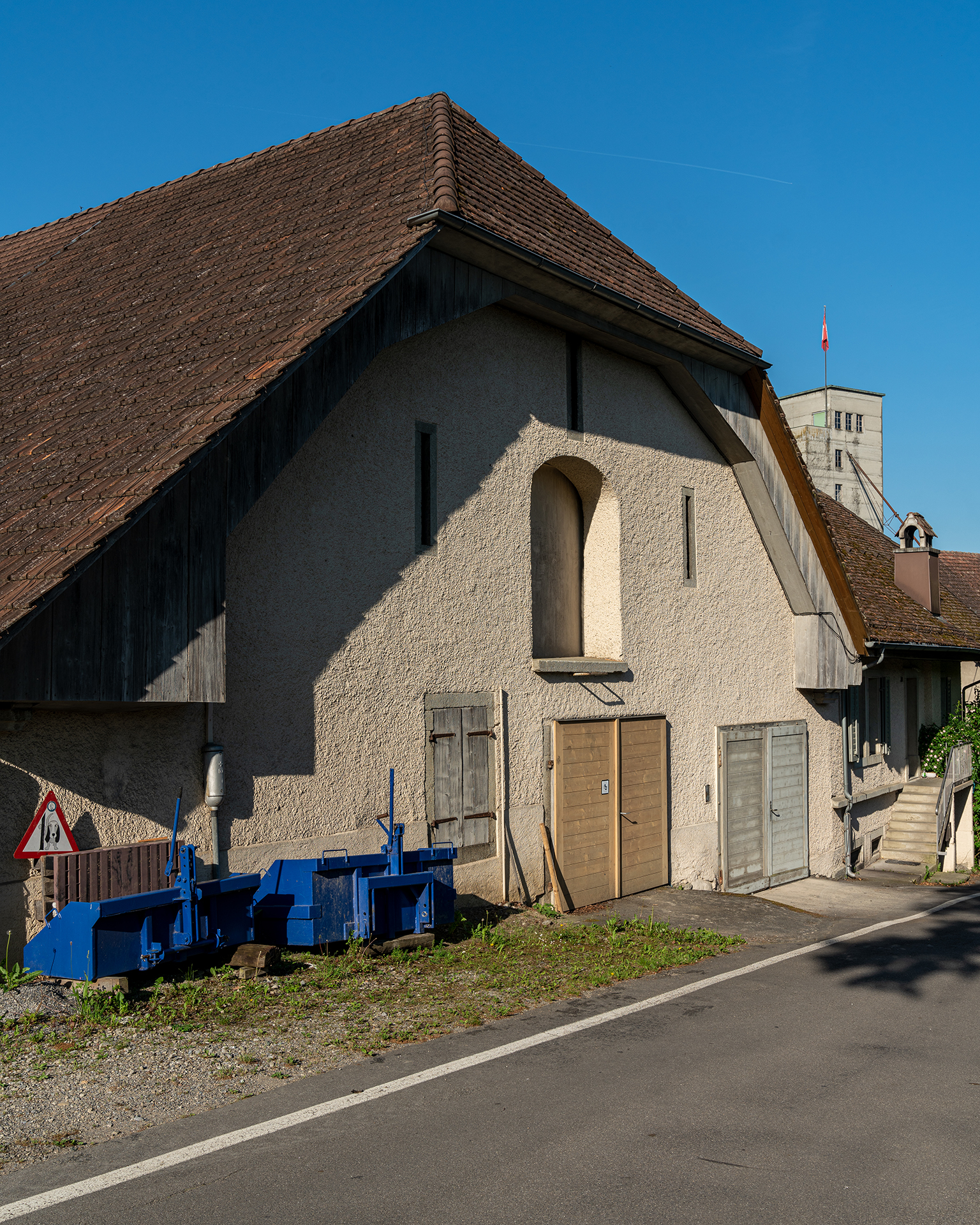
Stallscheune
Gebäudegruppe Tieffurt
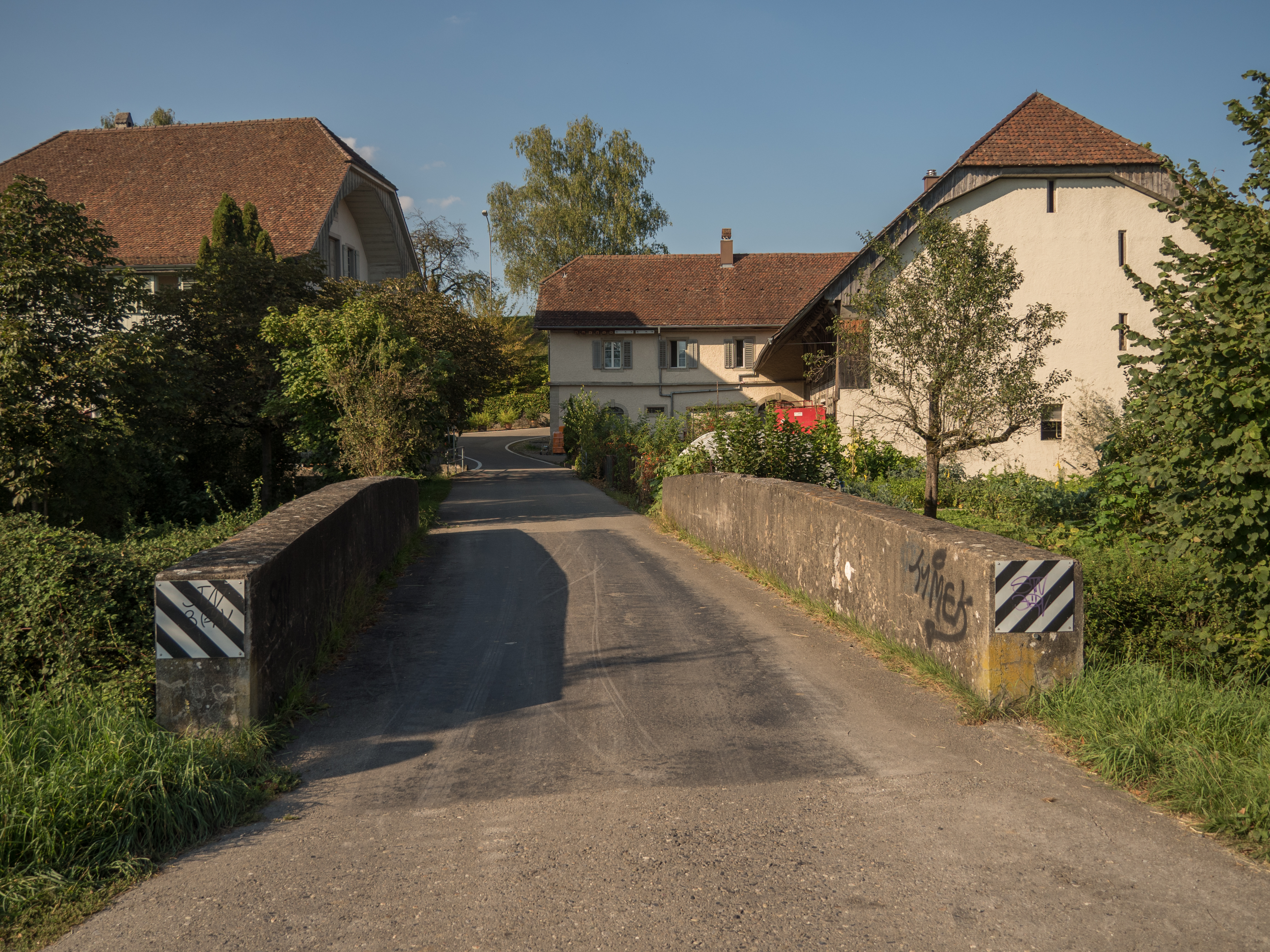
Bünzbrücke der Tieffurtstrasse

1789 kam die Mühle mit dem ehehaften Wasserrecht und der dazugehörenden Reibe und einer Trotte in den Besitz von Johann Ackermann (1748–1828), dem Wirt auf dem Gasthof «Bären» in Othmarsingen. 1795 wurde die Scheune und 1803 das dreigeschossige Hauptgebäude der Mühle neu gebaut. Ackermanns Nachfahren betrieben die Mühle bis 1990 weiter. Von der Bünz wird bei einem Stauwehr ein Teil des Wassers in den Mühlekanal abgeleitet, so dass an der Wassermühle eine Fallhöhe von ungefähr 2,10 m zur Verfügung steht. Seit 1990 diente das kleine Wasserkraftwerk, dessen Wasserräder 1916 durch eine Francis-Turbine ersetzt worden waren, nur noch für die Stromproduktion. Nach einem Bundesgerichtsentscheid über die Anpassung der überlieferten Wasserrechte lief die Konzession des Tieffurtwerks im Jahr 2023 aus, und die Turbine wurde abgestellt.
Die Gebäudegruppe im Areal Tieffurt mit dem technikgeschichtlichen Ensemble ist als Kulturgut von regionaler Bedeutung geschützt und bleibt erhalten, wird aber für neue Funktionen genutzt. Bei der 2025 beginnenden Revitalisierung des Bünzlaufs bei Dottikon wird der Talboden umgestaltet und zum Schutz vor Hochwasser in der Nähe der Mühlegebäude aufgeschüttet. Das Stauwehr wird entfernt, um die früher wegen der Stauhaltung getrennten Habitate der Wasserlebewesen oberhalb und unterhalb der Mühle wieder zu verbinden. Der Kredit für den Bau einer neuen Brücke für den Langsamverkehr als Ersatz für die alte Tieffurtbrücke wurde 2022 in einer Gemeindeversammlung genehmigt, in einer Referendumsabstimmung 2023 jedoch abgelehnt.